# Boletim Fotográfico
O Boletim Fotográfico foi uma revista de periodicidade mensal, publicada em Lisboa, entre 1900 e 1914, dirigida por Arnaldo Fonseca. A casa Worm & Rosa foi encarregue da edição comercial; Luís António Sanches e Henrique Pinto do Amaral da edição literária. No ano da sua inauguração, "a fotografia já não era estranha ao público português", e o seu aparecimento veio dar resposta à crescente simpatia pública por esta matéria, assumindo-se como “uma revista técnica e especializada, para um público de fotógrafos amadores e profissionais”, cujos objetivos  visavam “apoiar e divulgar a arte fotográfica nacional e dar conhecimento do que lá por fora acontece (do ponto de vista artístico e técnico) neste domínio”. Na colaboração do boletim, consta o nome do fundador Arnaldo Fonseca, ao que se somam os nomes de Augusto Bobone, A. Novais, Augusto Soares, Eduardo Brasão, Carlos Relvas (postumamente), Camilo António dos Santos, Clemente dos Santos, Eduardo de Barros Lobo, Gago Coutinho, Paulo Ennes, Carlos da Costa Carvalho, João Freiria, Jaime de Macedo, Bastos Dias, Augusto Malta e, na qualidade de fotógrafos amadores: D. Carlos, D. Maria Pia, D. Luís Filipe.